# Haravanahalli, Hospet
Haravanahalli là một làng thuộc tehsil Hospet, huyện Bellary, bang Karnataka, Ấn Độ.